# Kastell Titești

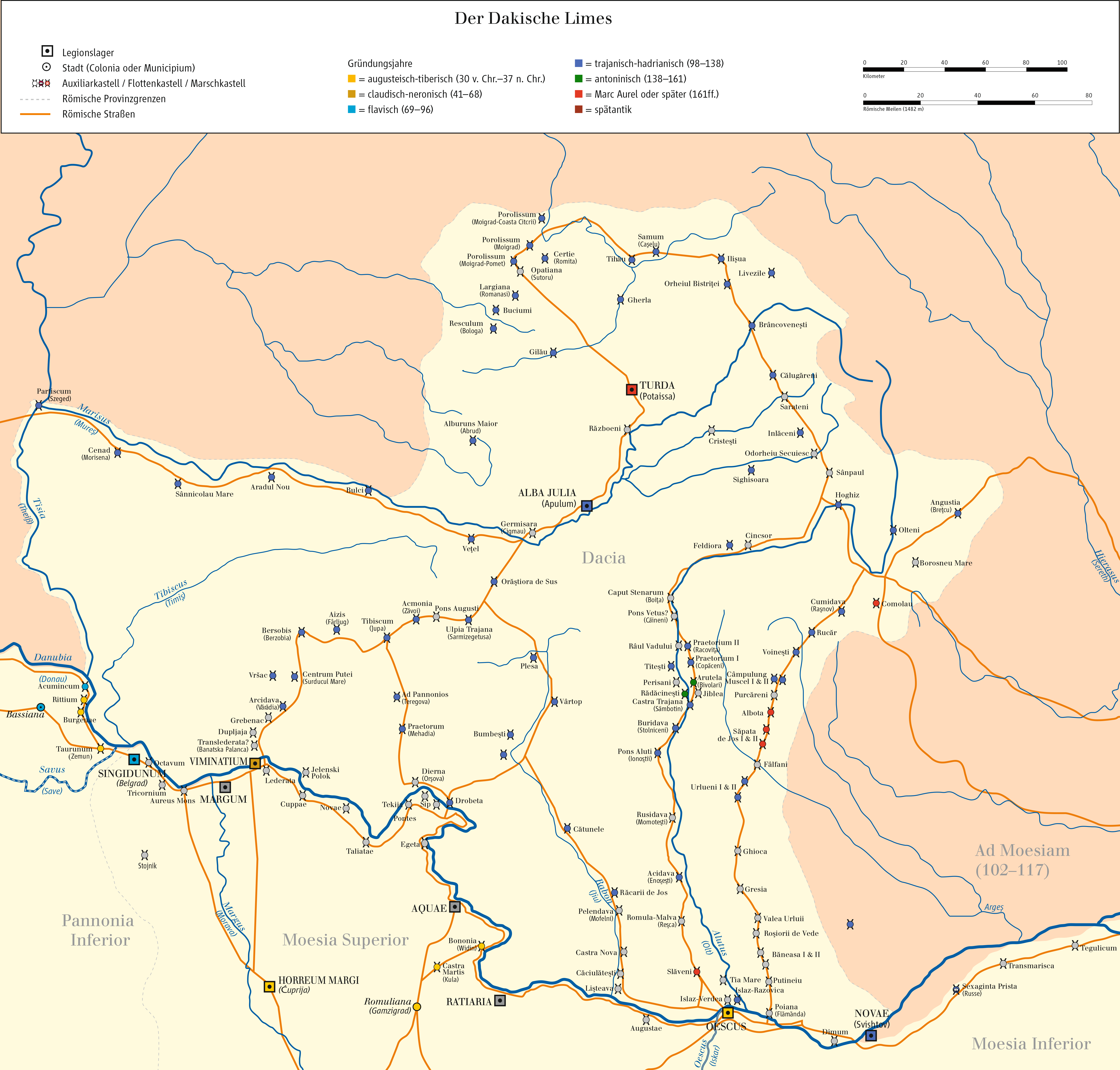
Kastell Perisani im Verlauf der dakischen Limites

Das Kastell Titești ist ein ehemaliges römisches Hilfstruppenlager auf dem Gebiet der Gemeinde Titești im rumänischen Kreis Vâlcea in der historischen Region Große Walachei. In antiker Zeit war es Bestandteil des Limes Alutanus und gehörte administrativ zur Provinz Dacia inferior, später zur Dacia Malvensis. Gemeinsam mit insgesamt 277 Stätten des Dakischen Limes wurde das Kastell Titești 2024 zum UNESCO-Weltkulturerbe erhoben.

## Lage
Das Kastell war eines von drei bisher bekannten Lagern (Kastell Rădăcinești, Kastell Perișani und Kastell Titești), die auf einer Strecke von insgesamt 15 km vom Olt (lat. Alutus) weg um acht bis zwölf Kilometer nach Osten vorgeschoben worden waren. Es war somit möglicherweise Bestandteil einer Vorverteidigungslinie vor dem Tal des Olt zum Schutz der darin verlaufenden, strategisch und wirtschaftlich bedeutsamen Fernstraße. Zudem führte in diesem Bereich eine Seitenstraße vom Olt aus kommend und in nordöstliche Richtung verlaufend ins Gebirge hinein. Möglicherweise oblag der Kastellbesatzung die Überwachung dieser potentiellen Einfallspforte in das Tal des Olt.
Im heutigen Siedlungsbild liegt das Bodendenkmal rund 700 m südlich des Dorfes in der Flur Cetate (Festung) auf dem Berg Cazanul, in dem Bereich, in dem der Bach Barbului in den Bach Valea Sarului mündet.

## Forschungsgeschichte
Erste kleinere Untersuchungen waren bereits gegen Ende des 19. Jahrhunderts durch Grigore Tocilescu und Pamfil Polonic durchgeführt worden. Systematische archäologische Ausgrabungen erfolgten dann zwischen 1972 und 1975 unter der Leitung von Cristian M. Vlădescu und Gheorghe Poenaru-Bordea.

## Archäologische Befunde

### Umwehrung
Bei diesen Forschungen konnte nur eine einzelne Kastellbauphase identifiziert werden. Hierbei handelte es sich um ein Steinkastell mit rechteckigem Grundriss und abgerundeten Ecken. Seine Abmessungen betrugen 56,60 m mal 48,20 m, was einer bebauten Fläche von 0,27 ha entspricht. Mit seinen Seiten war es in etwa in die vier Himmelsrichtungen orientiert, wobei die Praetorialfront (Vorderfront) nach Osten gerichtet war. Umwehrt war das Kastell mit einer 1,50 m mächtigen Mauer, die in der Technik des Opus incertum konstruiert war. An ihrer Innenseite war die Mauer in Abständen von vier bis fünf Metern mit Strebepfeilern verstärkt. Ecktürme waren keine vorhanden, jedoch verdickte sich die Mauer an den Ecken auf bis zu drei Metern. Das Lager besaß insgesamt zwei Zugänge, die Porta praetoria (Haupttor) und die Porta decumana (rückwärtiges Tor). Beide wiesen eine Durchfahrtsbreite von 3,50 m auf, besaßen keine Türme, sondern nach innen gezogene Mauern. Aufgrund der architektonischen Merkmale der Tore konnte das Kastell in die hadrianische Zeit datiert werden.

### Principia
Von den Innengebäuden konnten nur die Principia identifiziert werden. Diese waren mit ihren Abmessungen von lediglich 7,9 m mal 4,0 m (= 31,6 m²), was nur 1,1 % der gesamten Kastellfläche entspricht, ungewöhnlich klein. Von dieser kleinen Fläche entfielen alleine 5,1 m mal 4,0 m (= 20,4 m²) auf den Innenhof. Eine Basilika fehlte, am hinteren Ende der Principia befanden sich nur noch zwei kleine Räume.

### Truppen
Über die in Titești stationierte Truppe ist nichts bekannt. Das theoretische, rechnerische Maximum hätte die Unterbringung von allerhöchstens 400 Soldaten erlaubt. Die Existenz der Principia impliziert jedoch eine taktisch selbständig operierende Truppe.

## Fundverbleib und Denkmalschutz
Die Aufbewahrung der Funde erfolgt im Muzeul National Milităr (Nationales Militärmuseum) in Bukarest.
Die gesamte archäologische Stätte steht nach dem 2001 verabschiedeten Gesetz Nr. 422/2001 als historisches Denkmal unter Schutz und ist mit dem LMI-Code VL-I-s-A-09587 in der nationalen Liste der historischen Monumente (Lista Monumentelor Istorice) eingetragen. Zuständig sind das Ministerium für Kultur und nationales Erbe (Ministerul Culturii și Patrimoniului Național), insbesondere das Generaldirektorat für nationales Kulturerbe, die Abteilung für bildende Kunst, die Nationale Kommission für historische Denkmäler sowie weitere, dem Ministerium untergeordnete Institutionen. Ungenehmigte Ausgrabungen sowie die Ausfuhr von antiken Gegenständen sind in Rumänien verboten.